# Hirabayashi-Taiko-Literaturpreis
Der Hirabayashi-Taiko-Literaturpreis (jap. 平林たい子文学賞, Hirabayashi Taiko Bungakushō) wurde von 1973 bis 1997 vergeben.
Der Preis ist nach der Schriftstellerin Hirabayashi Taiko benannt und entsprechend ihrem letzten Willen ein Jahr nach ihrem Tod 1973 eingerichtet worden. 

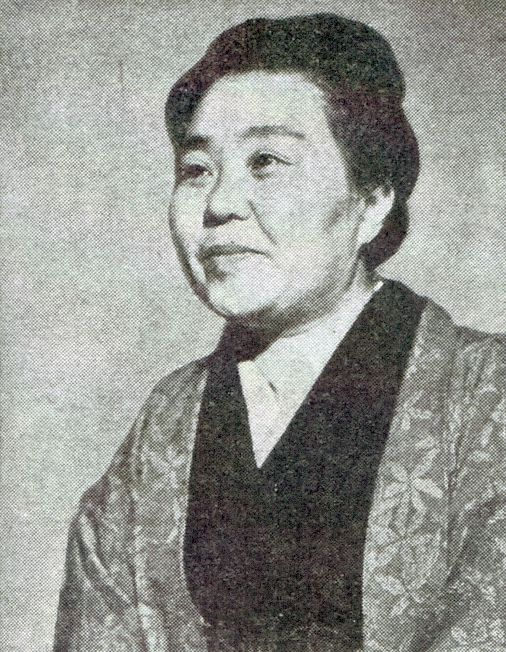
Namensgeberin Hirabayashi Taiko (1960)

Der Preis wurde alljährlich zur Würdigung des Lebenswerkes an Menschen vergeben, die ihr Leben der Literatur gewidmet haben. In der Regel wurde der Preis in zwei Kategorien: Literatur und Kritik vergeben.
Zunächst wurde die Auszeichnung von der „literarischen Gesellschaft zum Andenken an Hirabayashi Taiko“' (平林たい子記念文学会), gegründet von dem langjährigen Weggefährten Watanabe Hisajirō (渡辺久二郎), vergeben. Von 1989 an wurde die Vergabe vom Verlag Kōdansha übernommen und bis zur Einstellung 1997 fortgesetzt.

## Preisträger
- 1973
  - Kategorie Literatur
    - Kō Haruto für Kono yo ni manekaretekita kyaku (この世に招かれてきた客)

  - Kategorie Kritik
    - Takenishi Hiroko für Shikishi-naishinnō, Eifuku-mon’in (式子内親王・永福門院)
    - Yamamuro Shizuka für Yamamuro Shizuka chosakushū (山室静著作集)
- 1974
  - Kategorie Literatur
    - Fujieda Shizuo für Aikokushatachi (愛国者たち)
    - Hino Keizō für Shigan no ie (此岸の家)

  - Kategorie Kritik
    - Itō Shinkichi für Yūtopia kikō (ユートピア紀行)
- 1975
  - Kategorie Literatur
    - nicht vergeben

  - Kategorie Kritik
    - Wakasugi Kei für Nagatsuka Takashi sobyō (長塚節素描)
    - Oda Takeo für Ita Tatsufu-den (郁達夫伝)
- 1976
  - Kategorie Literatur
    - Shimamura Toshimasa für Aoi numa (青い沼)

  - Kategorie Kritik
    - Muramatsu Takeshi für Shi no Nihon bungakushi (死の日本文学史)
- 1977
  - Kategorie Literatur
    - Naoi Kiyoshi für Ichiru no kawa (一縷の川)
    - Gotō Meisei für Yume katari (夢かたり)

  - Kategorie Kritik
    - nicht vergeben
- 1978
  - Miyauchi Kanya für Shichiri-ga-hama (七里ヶ浜)
  - Hashimoto Tsuyako für Chōsen asagao (朝鮮あさがお)
- 1979
  - Nakano Kōji für  Mugi  ururu hi ni (麦熟るる日に)
  - Ueda Miyoji für Utsushimi — kono uchi-naru shizen (うつしみ－この内なる自然) und Oketani Hideaki für Dosutoefusuki (ドストエフスキイ)
- 1980
  - Aoyama Kōji für Tatakai no kōzu (闘いの構図)
- 1981
  - Ikeda Michiko für Muenbotoke (無縁仏)
- 1982
  - Iwahashi Kunie für Asai nemuri (浅い眠り)
  - Hasshō Shūichi für Inochi tsukiru hi (生命盡きる日)
  - Watanabe Tamotsu für Chūshingura — mō hitotsu no rekishi kankaku (忠臣蔵―もう一つの歴史感覚)
- 1983
  - Shibukawa Gyō für Shukko (出港)
  - Kaneko Kimi für Tōkyō no Robinson (東京のロビンソン)
- 1984
  - Umehara Ryōko für Shikokusan (四国山)
  - Tsutsumi Seiji für Itsumo to onaji haru (いつもと同じ春)
  - Okuno Takeo für Ma no kōzō (間の構造)
  - Shinjō Yoshiakira für Tenkoku to jigoku no kekkon — Jiddo to Madorēnu (天国と地獄の結婚―ジッドとマドレーヌ)
- 1985
  - Sugimori Hisahide für Noto (能登)
  - Fukui Kaoru für Fūju (風樹)
  - Takahashi Hideo für Idai naru kurayami (偉大なる暗闇)
- 1986
  - Sasamoto Sadamu für Ami (網)
  - Mita Taku für Gyosha no aki (馭者の秋)
- 1987
  - Toda Fusako für Shijin no tsuma Ikuta Hanayo (詩人の妻　生田花世)
  - Mori Jōji für Bungaku kigō no kūkan (文学記号の空間)
- 1988
  - Ishihara Shintarō für Seikan (生還)
  - Amemiya Masako für Saitō shiron (斎藤史論)
- 1989
  - Tsushima Yūko für Mahiru e (真昼へ)
  - Yamada Eimi für Fūsō no kyōshitsu (風葬の教室)
- 1990
  - Sakauchi Tadashi für Kafuka no Amerika (shissomono) (カフカの「アメリカ（失踪者）」)
- 1991
  - Yoshimeki Haruhiko für Hokoritakaki hitobito (誇り高き人々)
- 1992
  - Iwasaka Keiko für Gakka Koide Narashige no shōzō (画家小出楢重の肖像)
  - Murata Kiyoko für Mayonaka no jitensha (真夜中の自転車)
- 1993
  - Ōshiro Tatsuhiro für Hi no hate kara (日の果てから)
- 1994
  - Ii Naoyuki für Shinka no tokei (進化の時計)
  - Higuchi Satoru für 1946 no Ōoka Shōhei (一九四六年の大岡昇平)
  - Iguchi Tokio für Akubun no shoshi (悪文の初志)
- 1995
  - Inaba Mayumi für Koe no shōfu (声の娼婦)
  - Kawamura Minato für Nanyō Karafuto Nihon bungaku (南洋・樺太の日本文学)
- 1996
  - Fukuda Kazuya für Kambi na jinsei (甘美な人生)
  - Murakami Ryū für Murakami Ryū eiga shōsetsu-shū (村上龍映画小説集)
- 1997
  - Kawanichi Masaaki für Waga maboroshi no kuni (わが幻の国)
  - Kurumatani Chōkitsu für Hyōryūbutsu (漂流物)
  - Hosaka Kazuji für Kisetsu no kioku (季節の記憶)
  - Takahashi Masao[1] für Koma no kaiten — yomigaeru kindai shōsetsu (独楽の回転　甦る近代小説)